# Gilmar Pinna
Gilmar Pinna (Ilhabela) é um escultor brasileiro. Iniciou seus trabalhos aos dez anos com esculturas em areia e aos 12 anos já ganhou o Primeiro Prêmio de Escultura em Areia do Litoral Norte Paulista. Utilizou diversos materiais até ficar especializado em escultura em aço. Suas obras costumam ser gigantescas e receber comparações com outras da mesma magnitude ao redor do mundo. Estão espalhadas em cidades como Ilhabela, Aparecida, Praia Grande e Guarulhos além de países como Itália, Suíça, Espanha e Portugal.
Sua exposição inicial foi em 1976 em São Paulo na Galeria Vanguarda.Em 7 de outubro de 2023 inaugurou a estátua de Nossa Senhora em Aparecida que é maior que o Cristo Redentor no Rio de Janeiro.